# Fish Fillets NG
Fish Fillets NG是一个益智游戏，目标是让两只鱼都安全通过关卡。

## 特点
一大一小两只鱼进行配合通过关卡，它们容易受伤，比如一只鱼顶着一个物体而另一只鱼推此物体，将会杀死下面的哪只鱼，导致失败。
拥有78个关卡，原版Fish Fillets有70关，贡献者制作了8个新关卡和关卡编辑器。
Fish Fillets原来是ALTAR interactive.1998年发布的商业游戏，2002年放出为免费软件，2004年，它在GPL协议下释放。到2004年，爱好者创造出了这个 ("Next Generation") 版本并且添加和很多关卡以及进行了国际化改写。